# Classe Mogami
Ne doit pas être confondu avec Classe Mogami (frégate).
La classe Mogami fut la cinquième classe de croiseurs de la Marine impériale japonaise décidée lors du premier plan de réarmement japonais. Elle a été construite à partir de 1934-1936 dans les arsenaux de Kure et Yokosuka, et les chantiers navals de Nagasaki et Kōbe. Ce fut la première à utiliser les stipulations du traité de Londres de 1930, qui ont permis de construire des croiseurs dits « légers », parce que leur calibre d'artillerie principale était au plus égal à 155 mm, mais avec douze à quinze canons et toutes les autres caractéristiques des croiseurs « lourds », déplacement, blindage, vitesse. Ils ont reçu ultérieurement une artillerie principale de dix canons de 203 mm, ce qui montre le caractère factice de la distinction entre croiseurs légers ou lourds se fondant seulement sur le calibre de l'artillerie principale.
Les quatre unités de cette classe ont pris une part active à la guerre du Pacifique, depuis l'occupation japonaise de l'Indochine à l'été 1941, l'invasion des colonies européennes du sud-est asiatique, pendant l'hiver 1941-1942, la bataille de Midway, au printemps 1942, jusqu'à la bataille du golfe de Leyte, à l'automne 1944. Aucun n'aura échappé à la destruction.

## Arrière-plan et conception

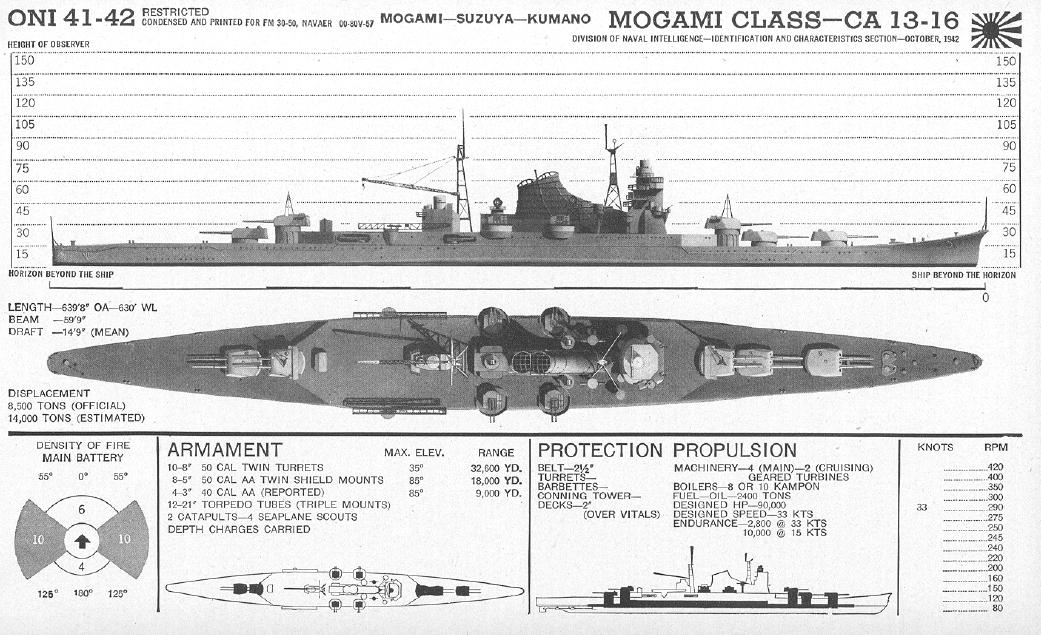
Schéma classe Mogami.

Après que le traité de Londres de 1930 a interdit d'accroître les flottes de croiseurs lourds, c'est-à-dire armés de canons d'artillerie principale dont le calibre était supérieur à 155 mm et au plus égal à 8 pouces (203 mm), la Marine impériale japonaise, et sa grande rivale dans l’Océan Pacifique, l'U.S. Navy, étaient toutes deux intéressées à avoir de grands croiseurs, qu’ils soient classés « lourds » ou « légers » leur importait peu, d'autant que la supériorité des croiseurs lourds n’était réelle que par temps clair. Avec une visibilité plus faible, en ces temps antérieurs au radar d’artillerie, la cadence de tir plus rapide des canons de 152 mm faisait des croiseurs légers des adversaires coriaces. On peut estimer que le poids de la bordée d'un grand croiseur léger, armé de douze canons de 152 mm, tirant des obus de 45 kg environ à six coups par minute était de 3 260 kg/min, pour 1 130 kg/min pour un croiseur lourd armé de huit canons de 203 mm tirant des obus de 110 kg environ à deux coups et demi par minute. Encore fallait-il que les grands croiseurs légers aient une vitesse et un blindage leur permettant d'approcher sans dommages jusqu'à avoir leurs adversaires à portée.
Or le Traité naval de Londres n'avait pas fixé de limite maximale de déplacement pour les croiseurs « légers », officiellement appelés croiseurs de type B, de sorte que ne demeurait que la limite supérieure de 10 000 tonnes, fixée par le traité de Washington. Ainsi la Marine impériale japonaise passa commande dans le plan de renouvellement de la flotte de 1931, des deux premières unités, Mogami et Mikuma, d’une nouvelle classe de croiseurs. Dotée de quinze canons de 155 mm en cinq tourelles triples, et avec un déplacement annoncé de 8 500 tonnes, manifestement sous-évalué, la classe Mogami était officiellement conforme aux stipulations du traité de Londres pour les croiseurs légers.

## Caractéristiques
En 1939, lors d'une refonte, les tourelles triples de 155 mm furent remplacés par des tourelles doubles de 203 mm, sur les quatre croiseurs de la classe, ce qui les rangeait dans la catégorie des croiseurs lourds. Ils reçurent un bulge supplémentaire qui porta leur largeur à 20,19 m. Leur déplacement atteignit 12 400 tonnes et leur vitesse fut réduite à 34 ¾ nœuds.

### Armement
Le canon de 155 mm/60 calibres qui a équipé la classe Mogami était une arme nouvelle mise au point dans la foulée du traité naval de Londres de 1930, qui avait retenu le calibre de l'artillerie des croiseurs français de la classe Duguay-Trouin, conçus avant le traité de Washington de 1922, comme limite supérieure de l'armement des croiseurs « légers ». Jusqu'alors, dans les calibres proches, la Marine Impériale japonaise utilisait les canons de 152 mm de Vickers, qu'elle avait installés comme artillerie secondaire, sous casemates, sur les cuirassés des classes Kongō et Fusō, et qui ont été réutilisés en tourelles doubles sur les croiseurs légers de la classe Agano, au début des années 1940.
Ce canon d'un poids 12,7 tonnes, était nettement plus lourd que ses équivalents des autres marines qui pesaient de 7 à 8,9 tonnes. Il tirait un obus de perforation de 55,87 kg, avec une vitesse initiale de 920-925 m/s, à 27 400 mètres, à l'élévation de 45°, avec une cadence pratique de cinq coups par minute. Ces caractéristiques étaient très comparables à celle du canon français de 152 mm/55 calibres Modèle 1930 qui tirait un obus de perforation de 56 kg à la vitesse initiale de 870 m/s, avec une portée de 26 500 mètres, à l'élévation de 45°, avec une cadence comparable. Le canon américain 152 mm/47 calibres Mark 16, installé sur tous les croiseurs à partir de la classe Brooklyn conçue en riposte à la classe Mogami, tirait un obus de 59 kg, à une distance un peu plus courte (24 000 mètres) mais, à une cadence supérieure, dix coups par minute, les tourelles américaines étant semi-automatiques, avec les trois canons prenant la même élévation.
La tourelle triple pesait 180 tonnes, son poids la plaçait plutôt dans le haut de la fourchette, en comparaison avec la tourelle française de 152 mm Modèle 1930, contre but marin, qui pesait 172 tonnes, les tourelles de 6 pouces de la classe Brooklynn et de la classe Cleveland qui pesaient de 156 à 170 tonnes, et les tourelles britanniques de 6 pouces BL Mark XXII ou XXIII qui pesaient de 148 à 185 tonnes. Les trois canons étaient montés sur des berceaux indépendants.
La disposition des tourelles avant était un peu différente des classes précédentes, Myōkō et Takao. La tourelle superposée avant était la tourelle no 3 et non pas la tourelle no 2. De ce fait, la barbette de la tourelle surélevée était intégrée dans la superstructure. Mais cela soumettait les barbettes à des tensions internes importantes et a posé un problème à l'origine, provoquant des bourrages, ce qu'une amélioration de la fixation de la barbette à la structure de la coque a permis de résoudre.
Initialement prévues pour une utilisation contre-avions avec une élévation de 75°, ces tourelles avaient une vitesse de rotation de 5 à 6°/s et une vitesse d'élévation prévue de 16°/s, mais elle n'était en pratique que de 10°/s, ce qui a conduit à renoncer à l'usage anti-aérien.
Le canon de 203 mm 2 GÔ (Mark II), installé lors de la refonte des années 1939-1940, était identique à celui qui équipait les croiseurs lourds japonais de la classe Takao, mais avec une tourelle, dite du modèle « E2 modifié », dont l'élévation maximale était de 55°.
L'artillerie secondaire consistait en quatre tourelles doubles de 127 mm Type 89. Ce matériel à double usage tirait des obus explosifs de 23 kg à 14 800 mètres, à une élévation de 45°, avec une vitesse initiale de 700 à 725 m/s, ou, en tir anti-aérien, avec un plafond de 9 400 mètres, à l'élévation de 75°. La vitesse de rotation ou d'élévation était de 7°/s et de 16°/s. La cadence de tir était de huit coups par minute. Avec une vitesse initiale plus grande de 760 m/s, le canon américain de 5 pouces/38 calibres Mark 12 avait un plafond de près de 12 000 mètres et une cadence de tir de 12 à 15 coups par minute au moins.
L'artillerie anti-aérienne rapprochée comprenait quatre affûts simples de 40 mm, dérivés des pièces de deux livres à tir rapide Vickers Mark VIII, c'est-à-dire des “Pom-Pom” en affût simple, tirant 60 à 100 coups par minute, avec un plafond de 7 000 mètres. Sa cadence de tir et sa portée étant jugées insuffisantes, elle a été remplacée par des canons antiaériens de 25 mm Type 96 dérivées du matériel français Hotchkiss de 25 mm, qui ont constitué l'arme de base de la défense contre-avions rapprochée de la Marine Impériale pendant la guerre. On en installa sur chaque croiseur quatre affûts doubles autour du bloc passerelle, et quatre mitrailleuses simples de 13,2 mm, dès la première refonte de 1936. Les deux dernières unités de la classe, (Suzuya et Kumano) reçurent, pendant leur construction, les mêmes améliorations,.
Quatre plates-formes triples lance-torpilles de 610 mm (Longues Lances) ont été installées dès l'origine, et n'ont pas été remplacées, alors que les autres croiseurs ont reçu, dès l'origine, ou à l'occasion de refontes, des plates-formes quadruples.
Pour la reconnaissance aérienne, deux catapultes et une grue permettaient de mettre en l'air et de récupérer trois hydravions.

### Protection
Le blindage était équivalent à celui de la classe Takao, 76 à 102 mm en ceinture, 127 mm sur les magasins de munitions.

### Propulsion
Grâce à quatre turbines à engrenages Kampon, alimentées par dix chaudières, la puissance des machines devait permettre de développer 152 000 ch, pour filer 37 nœuds, mais les différentes refontes ont ramené la vitesse maximale autour de 35 nœuds, du même ordre de grandeur que la classe Takao. Les Suzuya et Kumano eurent, pendant leur construction, leur nombre de chaudières réduit de dix à huit, sans réduction de puissance,.

## Les unités de la classe
| Nom    | Quille           | Lancement        | Armement        | Chantier naval                                | Fin de carrière                                               | Photo |
| ------ | ---------------- | ---------------- | --------------- | --------------------------------------------- | ------------------------------------------------------------- | ----- |
| Mogami | 27 octobre 1931  | 14 mars 1934     | 28 juillet 1935 | Arsenal de Kure Japon                         | coulé le 25 octobre 1944 à la bataille du détroit de Surigao  |       |
| Mikuma | 24 décembre 1931 | 31 mai 1934      | 29 août 1935    | Chantiers navals Mitsubishi de Nagasaki Japon | coulé le 6 juin 1942 à la bataille de Midway                  |       |
| Suzuya | 11 décembre 1933 | 20 novembre 1934 | 31 octobre 1937 | Arsenal de Yokosuka Japon                     | torpillé le 25 octobre 1944 à la bataille au large de Samar   |       |
| Kumano | 5 avril 1934     | 15 octobre 1936  | 31 octobre 1937 | Chantiers navals Kawasaki de Kōbe Japon       | coulé le 25 novembre 1944 en baie de Santa Cruz (Philippines) |       |

## Service
D'octobre 1937 à mai 1939, le Kumano a été commandé par Shōji Nishimura.

### Pendant l'offensive générale japonaise jusqu'à Midway
Durant l'été 1941, les quatre navires ont participé à la couverture des débarquements de troupes japonaises qui ont occupé l'Indochine française. Ils ont constitué, fin novembre 1941, la 7e Division de Croiseurs, aux ordres du contre-amiral Kurita, qui avait sa marque sur le Kumano, et ont couvert les débarquements sur le côte malaisienne (à Kota Bharu) et thaïlandaise à partir du 7 décembre. Leurs hydravions embarqués ont participé à la recherche des HMS Prince of Wales et Repulse. Puis ils ont participé à l'invasion japonaise de Borneo, du sud de Sumatra (vers Palembang) et de Java.
Au lendemain de la bataille de la mer de Java, dans la nuit du 27-28 février 1942, qui a vu la destruction des croiseurs néerlandais du contre-amiral Doorman,, les croiseurs HMAS Perth et USS Houston ont rejoint le port de Batavia, Tanjung Priok. Ils ont tenté de s'échapper vers l'ouest, par le détroit de la Sonde pour gagner Tjilatjapna, sur la côte sud de Java. Une rencontre fortuite avec un important convoi de troupes japonaises, à l'escorte duquel participait la 7e division de croiseurs japonais a entrainé un violent combat de nuit, la bataille du détroit de la Sonde (28 février-1er mars 1942), dans lequel le Mogami et le Mikuma ont été engagés et qui a vu la destruction des deux croiseurs américain et australien.
La 7e Division de croiseurs a couvert ensuite les débarquements au nord de Sumatra (Sabang), sur la côte de Malaisie (Mergui) et sur les îles Andaman et a participé début avril 1942, au raid mené, aux ordres du vice-amiral Ozawa, contre le trafic maritime allié dans le golfe du Bengale, qui a abouti à la perte de 23 navires de transport. Le 1er mai, le contre-amiral Kurita a été nommé vice-amiral. La 7e Division de Croiseurs n'a pas pris part à la bataille de la Mer de Corail et a rejoint, fin mai, la 2e Flotte du vice-amiral Kondō, pour assurer la couverture des troupes qui devaient débarquer à Midway.
Mais le 5 juin, pendant l'approche, une erreur de manœuvre du Mikuma, au cours d'un mouvement d'évitement provoqué par une alerte sous-marine, a entrainé un abordage avec le Mogami. Très ralentis, les deux navires ont alors mis le cap à petite vitesse vers l'île de Wake. Repérés, ils ont été attaqués, le lendemain 6 juin, à deux reprises, par l'aviation américaine basée à Midway, sans résultats, puis par des bombardiers en piqué Dauntless des USS Enterprise et Hornet. Les deux croiseurs ont alors été touchés, à plusieurs reprises chacun, et le Mikuma a été coulé, tandis que le Mogami a réussi à rester à flot,, et est rentré à Truk puis au Japon.
Il y a été alors profondément refondu, jusqu'en mai 1943, pour accroître la capacité de reconnaissance de la Flotte, ce que la Marine Impériale japonaise confiait aux hydravions des croiseurs, alors que l'U.S. Navy avait recours à l'aviation embarquée des porte-avions. Ses deux tourelles arrière d'artillerie principale, détruites par les bombes américaines, ont été supprimées, et un pont d'envol installé sur l'arrière, pour y accueillir onze hydravions. Les quatre affûts simples de mitrailleuses de 13,2 mm ont été débarqués et remplacés par deux affûts triples de 25 mm, auxquels ont été ajoutés quatre autres affûts triples et deux affûts doubles, pour un total de trente tubes de 25 mm. Le déplacement a été ramené à 12 200 tonnes ce qui a permis de porter la vitesse maximale à 35 nœuds.

### De Guadalcanal aux Mariannes

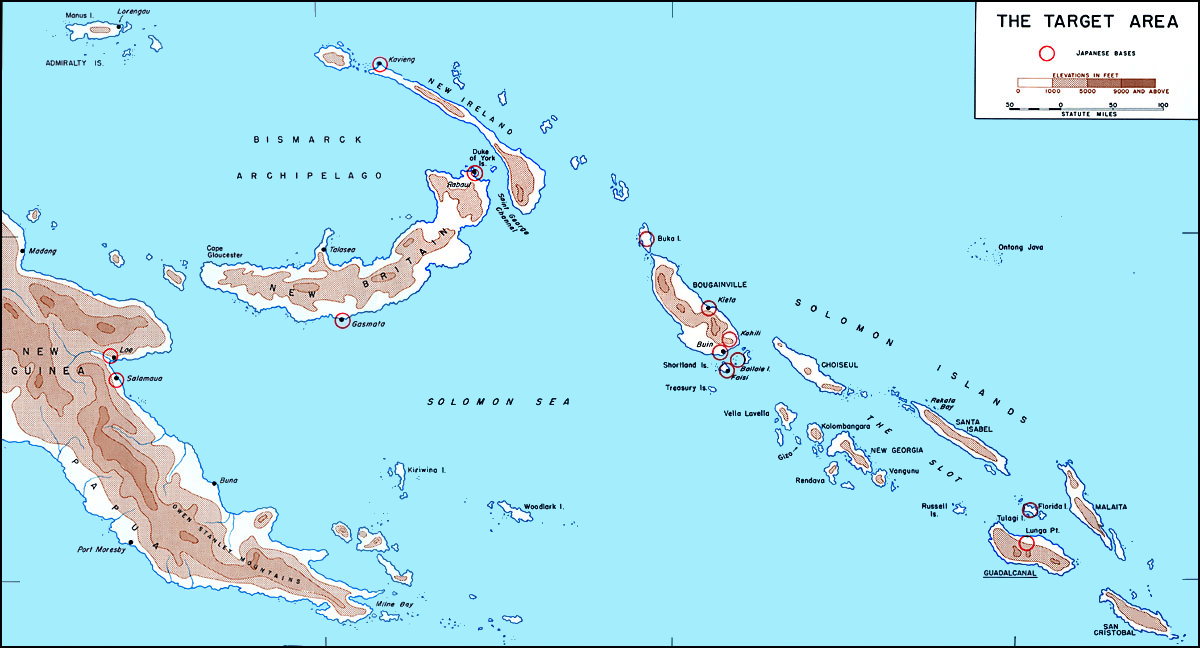
Carte de la région des Îles Salomon.

Le 20 juin 1942, le contre-amiral Nishimura remplace le vice-amiral Kurita à la tête de la 7e Division de Croiseurs, réduite au Kumano et au Suzuya. Le 14 juillet, la 7e Division de Croiseurs est rattachée à la 3e Flotte du vice-amiral Nagumo. Elle a ainsi été présente à la bataille des Salomon orientales fin août, puis à la bataille des îles Santa Cruz, fin octobre Début novembre, le Suzuya de la 7e division et le Maya, de la 4e Division, ont été détachés à la 8e Flotte du vice-amiral Mikawa, qui avait perdu deux croiseurs lourds de la 6e Division de Croiseurs, l'un torpillé le lendemain de la bataille de Savo, l'autre à la bataille du cap Espérance. Dans la nuit du 12 au 13 novembre, eut lieu la première bataille navale de Guadalcanal, où les Japonais venus, avec deux cuirassés rapides, bombarder l'aérodrome de Henderson Field ont été repoussés avec de lourdes pertes par les croiseurs américains des contre-amiraux Callaghan et Scott, qui y ont été tués. Le lendemain soir, 13 novembre, le vice-amiral Mikawa est retourné à Guadalcanal, avec quatre croiseurs, partis des îlots Shortland, au sud de l'île de Bougainville. Le Suzuya et le Maya ont tiré quelque mille obus de 203 mm sur Henderson Field. Le lendemain matin, l'aviation embarquée américaine a attaqué les navires japonais retournant aux îlots Shortland. Le Kinugasa a été coulé et le Maya endommagé. Le Kumano ayant été envoyé au Japon, pour passer en cale sèche, n'a pas participé à ces combats.
Après la seconde bataille de Guadalcanal, au cours de laquelle, dans la nuit du 14 au 15 novembre, le cuirassé moderne américain USS Washington a coulé le Kirishima, les grands navires de surface japonais ne sont plus engagés directement mais les croiseurs de la 7e Division sont restés dans les eaux du Pacifique du Sud-Ouest entre les îlots Shortland, Rabaul, Kavieng ou Truk, ne rentrant au Japon que pour recevoir des renforcements de leur Défense Contre Avions rapprochée, avec l'adjonction d'affûts de 25 mm, notamment trois affûts triples et d'un radar, sur chacun des deux croiseurs, en avril 1943.
En mai 1943, le Mogami les a rejoints, à la fin de sa refonte en croiseur-porte-aéronefs, et la 7e Division a participé, en juin, avec deux cuirassés rapides, trois porte-avions et de nombreux destroyers à un transport de troupes du Japon à Rabaul. En juillet, légèrement endommagé lors d'une attaque aérienne, le Kumano est envoyé en réparation au Japon. À la mi-octobre, le Suzuya et le Mogami ont participé à la sortie de six cuirassés, trois porte-avions et dix croiseurs de la Flotte Combinée qui a vainement essayé d'intercepter les forces américaines qui étaient supposées aller attaquer l'île de Wake. Début novembre, l'envoi de Truk à Rabaul de sept croiseurs lourds, pour attaquer les troupes américaines qui avaient débarqué sur l'île de Bougainville, où la Marine Impériale japonaise venait d'essuyer un échec à la bataille de la baie de l'Impératrice Augusta a provoqué un raid massif de l'aviation embarquée du Task Group 50.4 du contre-amiral Sherman, qui a endommagé à nouveau le Mogami. Les navires japonais se sont alors définitivement repliés sur Truk.
Le 1er janvier 1944, la 8e Division de Croiseurs a été dissoute et ses deux unités rattachées à la 7e Division. Après les bombardements intensifs de Truk à la mi-février 1944, les croiseurs de la 7e Division ont dû de nouveau se replier, cette fois vers les îles Lingga, à proximité de Singapour. Début mars, la flotte japonaise a reçu une nouvelle organisation : la Flotte Combinée a cédé la place à la Première Flotte Mobile. Fin mars, le Suzuya et Kumano ont reçu, à Singapour, huit affûts simples anti-aériens de 25 mm supplémentaires. Le contre-amiral Shiraishi remplace alors le contre-amiral Nishimura à la tête de la 7e Division, qui a gagné le mouillage de Tawi-Tawi, dans l'archipel de Sulu, pour rallier la Flotte Mobile du vice-amiral Ozawa, et plus précisément la Force “C” d'Avant-garde du vice-amiral Kurita. Ils ont dans cette formation participé à la bataille de la mer des Philippines, au moment du débarquement américain sur les îles Mariannes (Opération Forager), les 19 et 20 juin 1944.

### À la bataille du Golfe de Leyte
Rentrés au Japon, fin juin, les deux croiseurs reçurent encore de nouveaux radars de veille surface et aérienne, et de nouveaux affûts de 25 mm AA, ce qui a porté leur Défense Contre Avions rapprochée à cinquante tubes de 25 mm. En octobre, lorsque les bombardements américains sur les Philippines ont permis aux Japonais de conclure que l'offensive américaine sur l'archipel était imminente, le Suzuya et le Kumano ont fait partie des dix croiseurs qui devaient accompagner les cinq cuirassés de la Force d'Attaque de Diversion no 1 du vice-amiral Kurita, et le Mogami a été rattaché à la Force “C” du vice-amiral Nishimura, organisée autour des deux cuirssés de la classe Fusō. Ces deux forces ont quitté les îles Lingga le 18 octobre et ont relâché en baie de Brunei, du 20 au 22 octobre, pour ensuite mener une attaque coordonnée, le 25 octobre au matin, contre les forces américaines ayant commencé à débarquer sur la côte orientale de l'île de Leyte, la Force du vice-amiral Kurita arrivant par le nord de l'île voisine de Samar, et celle du vice-amiral Nishimura par le sud, c'est-à-dire par le détroit de Surigao,.
Mais attaquée dans la journée du 24 par l'aviation embarquée des grands porte-avions de la IIIe Flotte de l'amiral Halsey, la Force du vice-amiral Kurita prit du retard, de sorte que le vice-amiral Nishimura se présenta, seul, vers 2 heures du matin dans le détroit de Surigao, où il fut assailli par les trente-neuf vedettes lance-torpilles (PT boats), les vingt-six destroyers, les huit croiseurs et les six cuirassés anciens du Groupe d'Appui Feu de la VIIe Flotte du contre-amiral Oldendorf (TG 77.2) renforcé du Groupe d'Appui Rapproché (TG 77.3).
Avançant avec une obstination et un mépris du danger dignes d'un meilleur sort, l'escadre japonaise s'est faite « barrer le T », pour la dernière fois dans l'histoire de la guerre navale, et a été anéantie en deux heures de combats : les deux cuirassés ont été coulés, et le Mogami réduit à l'état d'épave ne gouvernant plus.
La 5e Flotte du vice-amiral Shima, réduite à deux croiseurs lourds, un croiseur léger et des destroyers, qui devait faire partie du « Corps Principal » du vice- amiral Ozawa, avait finalement reçu ordre de renforcer l'attaque du vice-amiral Kurita dans le Golfe de Leyte, mais en arrivant par le sud, c'est-à-dire par le détroit de Surigao. Il comptait le franchir vers 6 h, le 25 octobre, mais il n'avait eu aucun contact direct avec le vice-amiral Nishimura, pour se coordonner. Ayant appris par la radio que la Force du vice-amiral Kurita avait pris du retard, il résolut d'accélérer, pour arriver à 3 h, et soutenir ainsi le vice-amiral Nishimura, mais il ne rompit pas le silence radio pour le signaler. S'avançant à 28 nœuds, en marchant au canon, dans la fumée et parmi les épaves, le Nachi, navire de tête, est entré en collision à 4 h 30 avec l'épave du Mogami. N'ayant pas rencontré de navires américains, le vice-amiral Shima a décidé alors de se retirer, et les croiseurs que le contre-amiral Oldendorf a fait avancer pour achever les navires japonais endommagés, l'ont aperçu, route au sud, à 25 nœuds, hors de portée.
Vers 5 h 30, le Mogami a essuyé le feu des croiseurs Denver et Columbia, mais ce n'est que sous les coups de l'aviation embarquée du Groupe d'Appui des Porte-Avions de la VIIe Flotte (TG 77.4) qu'il a fini par couler, les survivants étant recueillis par un destroyer japonais, qui a été coulé le lendemain par des B-24 des U.S. Army Air Forces.
Au moment où disparaissait le Mogami, la Force du vice-amiral Kurita, qui avait franchi, sans encombre, dans la nuit, le détroit de San-Bernardino, prenait sous son feu l'unité Taffy 3 (TG 77.4.3), six porte avions d'escorte de la VIIe Flotte. Certes au cours des 23 et 24 octobre, le vice-amiral Kurita avait eu deux croiseurs lourds coulés et un troisième mis hors de combat, par des sous-marins, au large de Palawan, et avait vu dans la mer de Sibuyan le cuirassé géant Musashi couler et un croiseur lourd mis hors de combat par l'aviation embarquée américaine, mais il lui restait quatre cuirassés et six croiseurs lourds, parmi lesquels deux de la classe Mogami, au sein de la 7e Division de Croiseurs. Disposant d'une supériorité en vitesse de sept à dix nœuds, et d'une puissance de feu écrasante, l'escadre japonaise se heurta à une pugnacité exceptionnelle des sept destroyers chargés de l'escorte des porte-avions qui se sont rués à l'attaque. Le Kumano a été gravement endommagé à l'avant par une torpille de l'USS Johnston, qui a été coulé par la suite, et le croiseur japonais a dû quitter le champ de bataille, l'amiral commandant la 7e Division de Croiseurs transférant sa marque sur le Suzuya. Quant aux pilotes de l'aéronavale américaine, malgré des bombes inadaptées à l'attaque de navires blindés, et la difficulté d'opérer depuis des navires soumis à un feu d'artillerie destructeur, ils ont réussi à envoyer par le fond le Suzuya, mais aussi le Chōkai et le Chikuma.
Seul rescapé de la classe Mogami, le Kumano subit des attaques aériennes de l'aviation embarquée de la IIIe Flotte, le lendemain, mais réussit à gagner Manille où il a été réparé sommairement. Il partit escorter un convoi, échappant à un violent bombardement sur Manille, le 5 novembre. Il a été torpillé le lendemain par le sous-marin USS Raton (en) mais il a réussi à se réfugier dans la Baie de Dasol, au nord-ouest de Luçon, et à gagner Santa Cruz. Il s'y trouvait encore en réparations, le 25 novembre, lorsqu'il a été bombardé par l'aviation embarquée de la IIIe Flotte et coulé.